# Momence
Momence è una città degli Stati Uniti d'America, situata nello Stato dell'Illinois, nella Contea di Kankakee.